# كريستين بيتي
كريستين بيتي (بالفرنسية: Christine Petit)‏ هي عالمة وراثة وبروفيسورة فرنسية، ولدت في 4 فبراير 1948 في Laignes ‏ في فرنسا.